# Josef Šroubek
Josef „Boban“ Šroubek (* 2. Dezember 1891 in Prag; † 29. August 1964 ebenda) war ein tschechischer Fußball- und Eishockeyspieler.

## Leben
Šroubek spielte in seiner Jugend vor allem Fußball. Er begann 1905 beim Club AC Sparta Prag. Oft wechselte er jedoch die Vereine und spielte unter anderem bei Slavia Prag, FK Viktoria Žižkov und dem 1. FC Brünn. Daneben wurde er auch für die tschechische Nationalmannschaft nominiert.

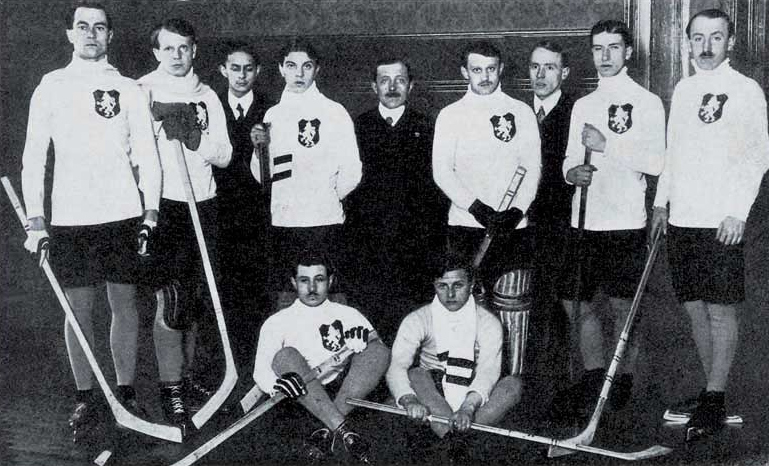
Böhmische Eishockeynationalmannschaft (1911)

1910 begann Šroubek mit dem Eishockey. Er spielte zunächst bei der Česká sportovní společnost (CSS Prag, deutsch Tschechische Sportgesellschaft Prag), wurde jedoch bald ein wichtiger Spieler der böhmischen Nationalmannschaft, mit der er bei der Europameisterschaft 1911 den Europameistertitel gewann, gleiches gelang auch 1912, auch wenn die Meisterschaft nachträglich annulliert wurde. Nach dem Ersten Weltkrieg konnte er mit der tschechoslowakischen Auswahl noch dreimal (1922, 1925 und 1929) diesen Erfolg wiederholen. Zudem gewann er mit Böhmen 1913 und mit der Tschechoslowakei 1921 und 1926 die Silbermedaille. Hinzu kam noch eine Bronzemedaille für die Tschechoslowakei bei der Europameisterschaft 1923.
Bei den Olympischen Spielen 1920 in Antwerpen erzielte er das einzige Tor für die tschechoslowakische Nationalmannschaft. Durch diesen Treffer gewann die Nationalmannschaft die Bronzemedaille. Auch bei den Olympischen Winterspielen 1924 und 1928 stand er für die Tschechoslowaken auf dem Eis. Insgesamt schoss er in 40 internationalen Begegnungen 18 Tore.
1922 wechselte der Stürmer zur Mannschaft des AC Sparta Prag und ein Jahr später zu SK Slavia Prag. Er wurde 2008 bei Gründung der Tschechischen Eishockey-Ruhmeshalle in diese aufgenommen.

## Erfolge und Auszeichnungen (im Eishockey)
- 1911 Europameister
- 1912 Europameister (nachträglich annulliert)
- 1913 Silbermedaille bei der Europameisterschaft
- 1920 Bronzemedaille bei den Olympischen Spielen
- 1921 Silbermedaille bei der Europameisterschaft
- 1922 Europameister
- 1923 Bronzemedaille bei der Europameisterschaft
- 1925 Europameister
- 1926 Silbermedaille bei der Europameisterschaft
- 1929 Europameister
- 2008 Aufnahme in die Tschechische Eishockey-Ruhmeshalle